# Дан независности (Албанија)
Дан независности (алб. Dita e Pavarësisë) је државни празник у Албанији који се обележава 28. новембра. Односи се на датум доношења Декларације о независности (од Османског царства), коју је ратификовао Свеалбански конгрес 28. новембра 1912, којом је успостављена држава Албанија.

## Значај
Дан независности се обележава сваког 28. новембра као празник у Албанији и албанској дијаспори. Односи се на доношење Декларације о независности 28. новембра 1912. и подизање заставе Албаније у Валони од стране Исмаиља Кемалија. Поклапа се са даном када је Скендербег подигао заставу у Кроји, 28. новембра 1443. године.